# Orphium frutescens
Orphium frutescens är en gentianaväxtart som först beskrevs av Carl von Linné, och fick sitt nu gällande namn av Ernst Meyer. Orphium frutescens ingår i släktet Orphium och familjen gentianaväxter. Inga underarter finns listade i Catalogue of Life.